# Euaresta meridionalis
Euaresta meridionalis är en tvåvingeart som beskrevs av Aczel 1952. Euaresta meridionalis ingår i släktet Euaresta och familjen borrflugor. Inga underarter finns listade i Catalogue of Life.